# Blancher (Adelsgeschlecht)

Wappen derer von Blanchier

Blancher ist der Name einer um 1560 nobilitierten, aus Sarlat im Périgord stammenden Familie des französischen Adels, die um 1655 den Titel der Marquis de Lostanges erwarb.

## Geschichte
Die Familie Blancher (oft auch: Blanchier, Blanché, Blanchet oder Blanchard) wird ab dem 15. Jahrhundert im Zuge der Hugenottenkriege erwähnt und stellte Mitglieder sowohl der katholischen als auch vor allem der protestantischen Seite. Nach Aufhebung des Toleranzediktes durch Ludwig XIV. im Edikt von Fontainebleau 1685 verließen protestantische Familienmitglieder Frankreich und emigrierten nach Großbritannien und Brandenburg, teils unter Wahrung nur des Namensteils Lostanges oder Feyrac. Die noch im Périgord verbleibenden Vertreter der Familie mussten abschwören und katholisch werden, wobei der im Lande verbliebene Zweig bald nach 1789 erlosch. Jedoch ist die Straße rue Blancher in Sarlat la Canéda nach diesem Adelsgeschlecht benannt, und in der dortigen Kirche Sainte-Marie gab es um 1636 eine Chapelle de Blancher.
Durch Allianzen, Kauf und Erbverträge erlangten Zweige der Familie, neben Grundherrschaften in Mas-lès-Archignac, Bouch, Rocheflorens, Feyrac und Reilhac (Cantal), zudem Besitz und Titel der Comtes von Panjas, Seigneurs von Fondaumier, Giverzac, Daignac, Soulas, Comtes von Cugnac einerseits, sowie der Markgrafen (Marquis) von Pierrebuffière-Lostanges, Villeneuve-au-Comte, Nedde, Bouillac, Gioux, Falsimagne (bei Aurillac), Royère und Magranges andererseits. Die dem niederen Adel (petite noblesse) des Périgord zuzurechnenden Blancher verbanden sich im 16. und 17. Jahrhundert mit den Familien Vivans, Gérard und d’Abzac, den Grafengeschlechtern Galard de Béarn-Brassac und Beynac, und waren über das Haus Garrisson, Barone von Lustrac, mit der Bastardlinie Bourbon-Basian des königlichen Hauses Bourbon, illegitimen Nachfahren des Louis II. de Bourbon, verschwägert.

## Wappen

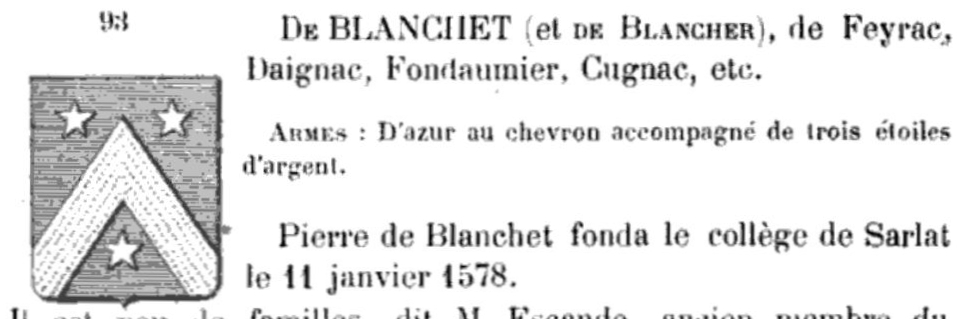
Wappen der Blancher de Feyrac et Fondaumier (n. Froidefond 1891)

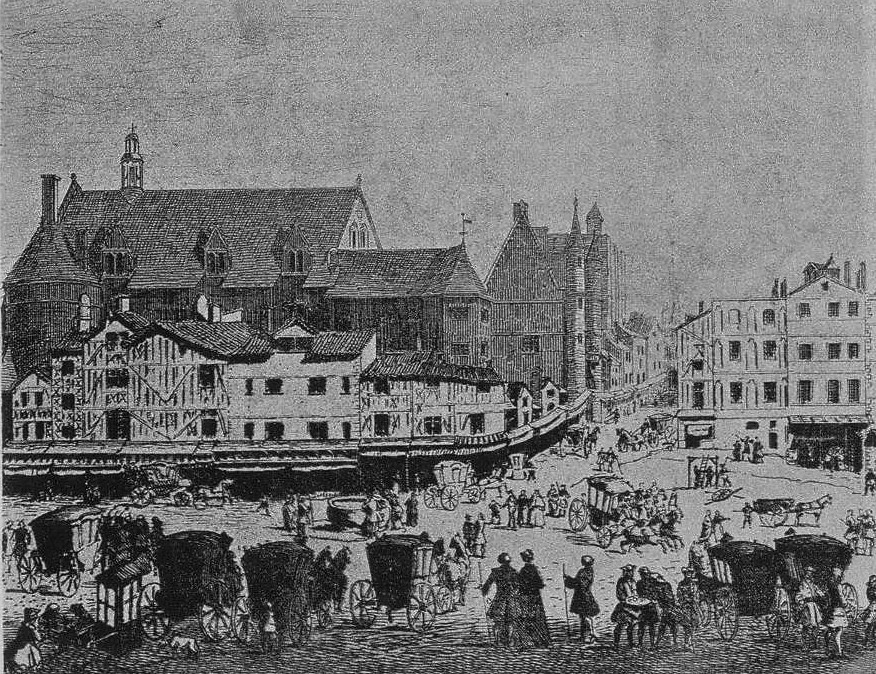
Palais de l’Ombrière, Sitz des Parlement in Bordeaux, Stich von Léo Drouyn.

Wappen Gérard-Blancher, Sarlat 1624

Auf blauem Schild ein goldener Sparren (siehe Hozier), begleitet von drei silbernen Rosen, später Sternen (siehe Froidefond und De la Coussière). Im Allianzwappen Gérard-Blancher findet sich dieses Wappen hinten (rechts) im gespaltenen Schild.
Der Zweig Blancher de Pierre-Buffière, Marquis de Lostanges, führte dieses Wappen im gevierten Schild mit jenem der Pierre-Buffière.

## Bekannte Familienmitglieder

### Ältester Zweig der Blancher de Feyrac
- Jehan de Blancher, erwähnt 1501[9] um 1515 Notar in Sarlat; erwarb am 24. Juli 1518 von Bertrand de Salignac, seigneur de Larche et Terrasson, den Besitz von Rocheflorens
  - Pierre de Blancher († ermordet am 16. September 1580), Seigneur du Mas-lès-Archignac, de Bouch et Rocheflorens; erwarb nach 1565 von der Abtei Saint-Amand den teilweisen Besitz über Bouch, wobei der Abt Alain de Ferrières die Gerichtsbarkeit beibehielt.[10] Er war Conseiller und der Advokat des Königs beim Sénéchal von Sarlat vor 1555; Conseiller am Cour des Aides (Finanzgericht) von Périgueux 1555; Conseiller am Parlement (=Landgericht) von Bordeaux 1578, und Prior von Sainte-Marie. Zudem gründete er 1578 aus von der Familie ererbtem Privatbesitz ein katholisches Kollegium in Sarlat.
    - Claude de Blancher; ⚭ 1555 François de Gérard († 1600), Seigneur de Falgueyrac, Advokat des Königs in Sarlat als Nachfolger seines Schwiegervaters. 1572 Lieutenant-général im Présidial Sarlat (dieses Amt blieb in seiner Familie bis ins 18. Jahrhundert). Chef der Justiz im Sarladais
      - Catherine de Gérard; ⚭ 22. Juli 1601 Bérauld de Costes
      - François de Gérard (* 1565; † 1624 in Sarlat). Seigneur von Barry, Mas und la Ricardie, Lieutenant-général im Présidial Sarlat; ⚭ 31. Juli 1599 Anne de Salignac de la Mothe-Fénelon († 1661 in Sarlat) aus der Familie der Bischöfe von Sarlat
        - Jean de Gérard, Seigneur de Pérignac, Conseiller 1642 bis 1676, Consul 1660; ⚭ 1641 Catherine Delage
        - Armand I. de Gérard (1605–1659), Seigneur du Barry, Saint-Quentin, le Mas, etc . Lieutenant-général des Périgord, in der Sénéchaussée und im Présidial Sarlat 1630; ⚭ 7. August 1633 Balthazare de Guiscard de Cavagnac aus der Vizegrafschaft Turenne († nach April 1685). War in den Konflikten der Fronde verwickelt.[11]

    - Jean de Blanchier de Bouch, genannt „Basson“ (vermutlich † 27. November 1648 in Gimel)[12]; erwirbt 1601 den alleinigen Besitz über Bouch von der Abtei Terrasson unter Einschwörung auf den römisch-katholischen Glauben[13] und Demutsbezeugungen vor dem Abt.

  - Jean de Blancher, seigneur de Feyrac, Boutz, Rocheflorentes, le Mas-les-Archignac; Kommandant der Garnison[14] der Festung Domme 1588 nach Eroberung durch Geoffroy de Vivans; ⚭ 1567 Gabrielle du Puy-Prouhet, Tochter des Raymond Prouhet, Seigneur von Feyrac, Lieutenant-général du Roi der Sénéchausée Sarlat[15]
    - Pierre de Blancher, 2. Blancher als Seigneur von Feyrac, Kommandant der Festung Domme um 1591; ⚭ 1588 Simonne de Vivans, Tochter des Geoffroy de Vivans[16]
    - Jeanne Blancher de Feyrac, dessen Schwester; ⚭ 1601 Pascal de la Brousse (Theologe) 
      - Gabrielle de la Brousse; ⚭ 1618 Jacques de Beynac

### Jüngerer Zweig der Seigneurs de Feyrac
- Pierre de Blancher, Seigneur von Feyrac und Fondaumier, Seigneur von Soulas; ⚭ 7. September 1612  Isabeau de Lagarde de Saignes[17]
  - Marie-Isabeau de Blanchier ⚭ 1634 Charles d’Aubery de Saint-Julien
  - Marthe de Blancher († 1662) ⚭ 3. Januar 1640 Jean de Beaufort, Seigneur de Sinsac
    - Isabeau de Beaufort; ⚭ 1655 Pierre de Saint-Ours († 1692)
      - Jean de Saint-Ours (* 1674 auf Schloss Feyrac)

  - Rachel de Blancher († 1657) ⚭ 1640 auf Schloss Feyrac, Jean-Charles de Dordaygue oder Dordaigne (* 1609)

Wappen Galard de Brassac de Béarn

  - Wappen Galard de Brassac de Béarn Jean de Blancher, Seigneur von Soulas und Feyrac[18]; ⚭ 24. Juni 1645 Polyxène de Galard, comtesse de Bearn-Brassac, marquise de Cugnac (Nichte des Jean de Galard de Brassac de Béarn (1579–1645), comte de Brassac, baron de Saint-Maurice, comte de La Rochebeaucourt, seigneur de Sémoussac, de Sémillac et de Clion, Botschafter Frankreichs am Heiligen Stuhl in Rom 1627–1632)[19]
    - Pierre de Blancher († vor 1709), Seigneur de Soulas, Seigneur de Feyrac, Cugnac, Fondaumier etc.; ⚭ 1682 Anne de Garrisson († vor 1731), Schwägerin des Joseph-Geoffroy de Vivans, Comte de Panjas et du Bosc (* 24. Juni 1654[20]; † um 1740; ab 1715 vor drohender Galeerenstrafe als Hugenotte einvernehmlich geschieden und nach London emigriert), sowie des Louis de Bourbon, Baron de Basian-Armagnac († 1722)[21]
      - Marthe de Blancher de Soulas, dame de Feyrac et d’Audouin, lebt 1714 in Montauban und Falgueyres; ⚭ (I) 6. Januar 1699 Pierre de Vivans, Seigneur de la Salle, Seigneur de Feyrac (de iure uxoris), Capitaine der Carabiniers († vor 1706), ⚭ (II) um 1708 Jean d'Audouin (Marthes Testament von 1741 gibt viele Hinweise auf ihre nähere Verwandtschaft)[22]
        - Guy de Vivans (* 1701 auf Schloss Feyrac)
        - Pierre de Vivans (* 8. Juli 1703; † vor 1741), Seigneur de la Salle, Capitaine im Regiment Schomberg, war protestantischer Refugie im Languedoc und vermachte sein Erbe über seine Tante Damaris de Vivans (1627–1696) deren Urenkel, dem im britischen Exil geborenen Paul de Laverrie, comte de Vivans, sieur de Siorac (1700–1754)[23]

    - Jeanne de Feyrac; lebt Mai 1700 in London (Kirchenbuch Le Tabernacle)
    - Isaac Blancher de Feyrac, deren Bruder; ⚭ 9. Juli 1715 (French Church of Spring Garden, London) Catherine d’Abzac († Juli 1740 London), Tochter von Marc d’Abzac, Seigneur de Mondiol, und dessen Cousine Jeanne-Isabeau d’Abzac de la Boissière, der Schwester der Jane d’Abzac de la Fôret de la Boissière (* 1645, Bugue im Périgord, um 1701 geflohen nach England mit besagter Nichte Catherine d’Abzac).
      - Joseph Louis Blancher de Feyrac (* 16. April 1716 in London, Taufpaten waren Joseph-Geoffroy de Vivans, comte de Vivans, und (Marquis?) Louis de Feyrac, sowie Jane d’Abzac de la Fôret; † 31. Januar 1782 in Dublin). 1737 Ensign im Regiment des Brigadiers George Reade, 1740 Captain im 9th Regiment of Foot in Portmahon, Menorca bis 1745, dann Gibraltar, 1749 Menorca, 1755 Irland, Januar 1755 Gerichts-Zeuge in London, 1757 Major 11th Regiment of Foot, 1760 als Lieutenant-Colonel bei der Errichtung des 92nd Regiment (Donegal Light Infantry) in Irland, 1765 als Esquire Lieutenant-Colonel im 18th (Royal Irish) Regiment of Foot, 1766 Besuch in Schloss Fayrac, um 1768 Ruhestand; starb nach langer Krankheit (Skorbut) als britischer Oberst a. D.

    - (?) Jean Blancher de Feyrac; ⚭ Marie de Beynac, dame de Blancher[24]; Abjuration 1685 mit zwei Söhnen, die Offiziere bei der Armee waren[25]
      - (?) François-Louis de Feyrac und Bruder François de Feyrac (leben 1741). Ein Chevalier de Feyrac wurde als Leutnant im Regiment Dauphin bei der Belagerung von Mainz (1689) verwundet.
      - (?) Pierre du Blancher, Chévalier, Seigneur de Fondaumier, Cugnac etc., († vor 1727), wohl Neffe der Isabeau de Beynac; ⚭ Jeanne-Claude d’Autressard (Sippenkreis Langlade  – de La Serre), erwähnt 1727 in Domme[26] und 1738 in Prozessen für Marc d’Abzac, chevalier, seigneur d’Aurance et de Bigaroque[27]
        - (?) Pierre Blancher de Fondaumier, Seigneur de Feyrac (1714–1786), war 1748 Kreditnehmer bei Jean de Calvimont de Saint-Martial in Sarlat[28]; ⚭ Jeanne-Françoise Le Clerc de la Vieuville  († 1803)[29]
        - Jeanne-Claude Vicomtesse de Blancher, dessen Schwester, letzte Seigneuresse von Feyrac, Fondaumier und der Châtellenie (Burgherrschaft) von Cugnac. Betagt um 1789, bestellte sie für die États généraux den Tessière de Beaulieu sowie den Louis Bosvier, Chevalier de Belveaux, als Bevollmächtigte. Das Schloss Fayrac wurde bald als Nationalgut enteignet und an den Juristen Gueyraud aus Sarlat verkauft.

### Zweig der Marquis Blancher-Pierrebuffière de Lostanges

Wappen der Blancher, Marquis de Lostanges

1. Théophile de Blancher de Pierrebuffière (* 1616; † 10. November 1656 in Nedde) (wahrscheinlich ein Sohn des Jean de Blanchier de Bouch, genannt „Basson“ († 27. November 1648 in Gimel)). Théophile war Neffe der Catherine de Pierre-Buffière, Dame de Châteauneuf, Baronesse de Lostanges, de Nedde et de Villeneuve, und erbte 1639[30] ihre Güter und Titel mit der Maßgabe, dass er auch Wappen und Familiennamen der streng hugenottischen Pierre-Buffière [31] übernimmt. Er war Seigneur von Bouch, Baron von Lostanges, und erhielt ab November 1655 Patente zum Marquisat (Markgraf)[32] von Villeneuve-au-Comte und Nedde. Er starb im Château Nedde als Hugenotte, nach Rückkehr von einem einjährigen Prozess in Paris gegen M. de Pompadour, den Lieutenant-gouverneur des Limousin. Théophile war mit Suzanne de Murat (lebte noch um 1670) verheiratet, mit wenigstens vier[33] Kindern, so etwa:
  1. Esther de Blanchier de Pierre-Buffière († vor 1685); ⚭ 1675 Charles de Cabrol (* 1656 Château de La Roque), Hugenotte im Regiment Fimarcon; ohne Nachkommen[34]
  2. Claude de Blancher de Pierrebuffière-Châteauneuf (* um 1645; † 1691), Marquis de Lostanges, de La Villeneuve-au-Comte et de Nedde, Seigneur de Gioux, Bouch, Bouillac, etc.; Maître-de-camp der Kavallerie des Duc de Bouillon 1676. Leutnant der Gardes du Corps 1687, dann Brigadier und Lieutenant-général der Marche[35]; ⚭ 1659 Marie de Giou (1635–1689)[36]. 1678 war Jakob Bernoulli Hauslehrer in Nedde und beschrieb die Familie sehr genau.[37]

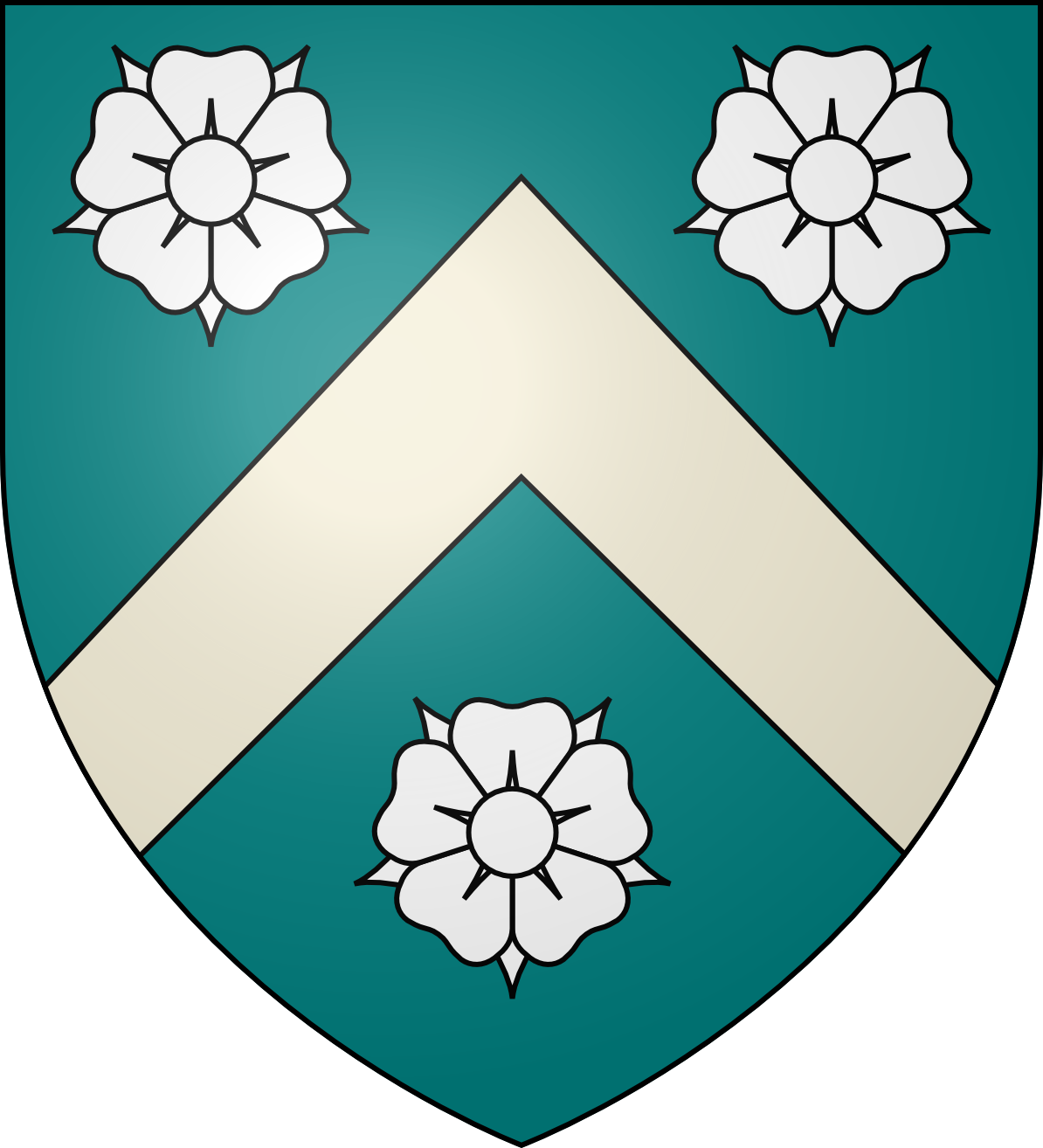
Wappen des Louis de Feyrac 1724

    1. Wappen des Louis de Feyrac 1724 N.N. de Blanchier de Pierrebuffière (* 1659), älteste Tochter
    2. Marquis de Lostanges, ältester Sohn des Claude Marquis de Lostanges. Wahrscheinlich handelt es sich um den emigrierten Louis de Blancher-Pierrebuffière de Feyrac (* 1668 in Nedde; † 1724 in Aschersleben). Sein Epitaph in der Heilig-Kreuz-Kirche zeigt das Wappen der Blancher und eine Marquis-Krone. Zusammen mit (vermutlich seinem Onkel) Charles, comte de Lostanges, war Louis de Feyrac im Dezember 1688 in Hertogenbosch[38] einquartiert. Er war 1709 Rittmeister (und Teilnehmer an der Schlacht bei Malplaquet)[39], 1713 Major im Regiment Du Portail zu Pferde[40], wurde am 28. August 1718 zum Oberstleutnant des Kürassierregiments Prinz Gustav befördert[41] und starb 1724.
    3. Jacques de Blancher de Pierrebuffière, Comte de Lostanges (* 1671 in Nedde; † 1707), zweitgeborener Sohn des Claude Marquis de Lostanges. Capitaine[42] der Grenadiere im Regiment de Villiers. 1696 Colonel der Infanterie[43], 1704 Brigadier des armées du roi der Infanterie; Lieutenant-Général des Gouvernement Marche; ⚭ 1693 Charlotte Le Clerc-de-Lesseville († 13. April 1719), Tochter des Juristen  Charles Le Clerc de Lesseville, Seigneur de Saillancourt, Incourt, Leumont, etc.; eine Tochter[44]
      1. Constance de Blanchier de Pierrebuffière († nach 1709)

    4. Jeanne-Marie Blanchier de Pierrebuffière, marquise de Lostanges et de Nedde, dame de Gioux et de Bouillac (um 1673–1706), Tochter und Erbin des Claude Marquis de Lostanges; ⚭ 22. Februar 1694 Jean V. de Montalembert, Seigneur de Monbeau, Comte de Giou, Marquis de Lostanges de iure uxoris, Capitaine der Grenadiere im Régiment de Normandie, womit dieser ihre Besitztümer und Titel erhielt. Das Paar hatte mehrere Kinder, unter anderem
      1.  Charles, Marquis de Montalembert, de Lostanges et de Nedde, Comte de Monbeau et de Gioux, Seigneur du Terrail, Chevalier de Saint-Louis, Capitaine der Grenadiere im Régiment de Normandie, blieb unvermählt, verkauft 1746 das Marquisat von Nedde und Villeneuve an Laurent-Raymond Garat, Seigneur de Beauvais (dessen Nachkommen Garat de Nedde unterhalten das Schloss Nedde bis 1954)

  3. Jacqueline de Blancher de Lostanges, Schwester des Claude Marquis de Lostanges, führte 1695 Prozesse wegen Jagd in der Seigneurie Bouch; ⚭ (I.) Daniel Dulion, seigneur de Campagnac, Betou, Boulhiac, La Salvetat etc., ⚭ (II.) Bernard de Montesquiou de Montluc, baron de Fages[45], ⚭ (III.) 29. Juni 1694 François de la Brousse (1639–1706) , Seigneur de Veyrignac, Conseiller du Roi, erster Präsident im Amtssitz von Sarlat, Gouverneur der Grafschaft Montfort (1639–1706)[46]
  4. Charles de Blancher de Pierrebuffière, Comte de Lostanges (etwa 1650–1704); Chef des Kürassierregiments Nr. 6.[47] Bereits 1688 Oberstleutnant des holländischen[48], dann brandenburgischen Reiterregiments des Freiherrn August Friedrich von Isselstein in Hertogenbosch.[49]
    1. Graf Karl von Lostanges († 21. April 1744), Oberstleutnant im Regiment Alt-Waldow zu Pferde; ⚭  Maria-Charlotte von Derschau, Mutter des Friedrich von der Trenck.

### Nebenzweig Lasserre de Blancher

Wappen der Laserre

Zwischen 1640 und 1692 stellten Vertreter des Zweiges Abzac de Lasserre einen Offizier und des Zweiges Lasserre de Blancher ein Magistratsmitglied in Sarlat. Sie waren verwandt mit den Seigneurs de Langlade, aber nicht die faktischen Herren über Lasserre, jedoch wohl über das Schloss Giverzac in Domme
- Gabriel d’Abzac de la Serre (* um 1575), Capitaine im Regiment de la Douze; ⚭ Françoise de Beaumont-Verneuil (* um 1580), diese war Tochter von Laurent de Beaumont-Verneuil (*um 1540) und Marguerite de Pellegry du Vigan (* um 1545)
- Balthazar d’Abzac (1622–1683), dessen Sohn, Seigneur de Lasserre de Maneyral, im Kontingent des Adels von Sarlat 1674[51]; ⚭ Jeanne de Saint-Exupéry (* 1622)
- François de la Serre (* nach 1594; † nach 1660), Seigneur de la Maletie; ⚭ 1633 Marguerite de la Verrie
  - Pierre de la Serre, Seigneur de Blancher de la Boissiere, im Dienst des Herzogs von Bouillon zwischen 1650 et 1718, hatte ab 1674 ebenfalls das Amt des Sénéchal der Vizegrafschaft Turenne; ⚭ 1. Februar 1660 Jeanne de Javel de Giverzac[52]
    - François de la Serre (* 1661), Seigneur de Saint-Denis & Molieres, ab 1696 Sénéchal der Vizegrafschaft Turenne[53]; ⚭ 1697 Jeanne de Montmaur
      - Pierre de la Serre (* 1698), Seigneur de Saint-Martin, Sénéchal der Vizegrafschaft Turenne; ⚭ 1727 Catherine de Molinié
        - François de Lasserre (* 9. Dezember 1732), Seigneur de Saint-Martin, Saint-Denis und Maubuisson; ⚭ 10. April 1752 Marie-Françoise du Battut-de la Peyrouse, mit 4 Töchtern
        - Jean-François de Lasserre (* nach 1732), Chévalier de la Serre, Capitaine im Régiment de Bigorre

      - (?) Pierre Jean-François de Lasserre de Blancher, aus verarmtem Zweig der Familie, Unteroffizier 1718 im Régiment de Berry, Lieutenant 1721, Capitaine 1734, Capitaine der Grenadiere 1750.[54]

## Güter der Familie Blancher und der direkten Allianzen
- Schloss Fayrac im Périgord von etwa 1567 bis 1789
- Château de Fondaumier, nahe Domme, von 1700 bis 1789
- Schloss La Filolie, um 1720
- Schloss Giverzac bei Domme von etwa 1660 bis 1697
- Schloss Nedde von 1639 bis 1706
- Schloss Siorac von etwa 1670 bis 1754